# Charles McIlvaine
Pour les articles homonymes, voir McIlvaine.
Charles McIlvaine, né le 6 août 1903 à Philadelphie et mort le 30 janvier 1975 à Ocean City (New Jersey), est un rameur d'aviron américain.

## Palmarès

### Jeux olympiques
- Amsterdam 1928
  -  Médaille d'or en deux de couple[1].